# Riffi
Riffi de son vrai nom Mohammed Bendadda né le 16 février 1997 à Dronten (Pays-Bas), est un rappeur et chanteur néerlandais. 
Il fait son entrée dans la scène du rap néerlandais en 2016 avec son single Opletten et en signant dans le label de Ismo Music. Il fait aujourd'hui partie d'un des rappeurs les plus actifs des Pays-Bas. Lancé en tant que rappeur néerlandophone, il se convertit en tant que chanteur amazighophone avec l'album Direction sorti en 2022.

## Biographie

### Carrière musicale
Mohammed Bendadda naît à Dronten aux Pays-Bas. D'origine Amazigh (berbère), ses parents sont originaires du village berbère de Beni Boughafer, situé dans les montagnes du Rif, dans la province de Nador, au Maroc. Son nom de scène « Riffi » est tiré des montagnes du Rif, d'où le rappeur est originaire. Ayant grandi dans sa ville natale, aux Pays-bas, il pratique le football dès son plus jeune âge sous le maillot de l'ASV Dronten. En 2015, il est repéré par le rappeur Ismo, signant son premier contrat de musique dans son label Ismo Music,. Son premier single hors-album sous son label est Opletten qui accumule un nombre important de trois millions de vues. Son premier EP est intitulé Anders, qui se résulte en un grand succès aux Pays-Bas avec près de 10 millions de streams. Réalisant régulièrement ses clips vidéos au Maroc, il collabore souvent avec les rappeurs Ismo et Lijpe.
Habitué des sessions de rap dans le studio de 101Barz (nl), le rappeur est régulièrement dans la tendance aux Pays-Bas et en Belgique lors de ses freestyles qui accumulent plusieurs millions de vues en quelques semaines. En avril 2018, son album ''Ademnoot'' arrive à la cinquième place du Album Top 100 (nl). A l'occasion de la Coupe du monde 2018, Riffi prend part au son officiel soutenant l'équipe du Maroc dans un morceau intitulé Mabrouk 3lina en collaboration avec Ismo et le rappeur allemand Yonii. Le clip accumule un nombre de plus de 10 millions de vues.
Sur le morceau Tiki Taka qu'il sort en septembre 2023, il invite dans son clip le footballeur professionnel Ez Abde.

## Discographie

### Singles
- 2016 : Opletten
- 2017 : Als Ik Ga Verdienen
- 2017 : Mani
- 2017 : Anders
- 2017 : Zonder Flous
- 2017 : Opletten 2
- 2017 : Le Bled feat. Ismo
- 2018 : Walakin
- 2018 : Yellah
- 2018 : LaLaLa
- 2019 : Alles Verloren
- 2019 : Raja
- 2020 : Trapagaz
- 2020 : Tonto
- 2020 : Geduld feat. Pierrii
- 2020 : Angelina Jolie
- 2020 : Playa
- 2021 : John Wick
- 2021 : Taxi
- 2022 : Marra
- 2022 : Semana

### Collaborations
- 2018 : Mabrouk 3lina d'Ismo feat. Biwai, Yonii et Riffi
- 2019 : Cash Draait d'Ismo feat. Riffi
- 2019 : Ta Mère d'Ashafar feat. Riffi
- 2020 : Combos d'Ismo, Nass et Riffi
- 2023 : Diwana d'Alrima et Riffi

## Reportages
- [vidéo] Ik Doe Het Allemaal Voor Mijn Moeder, FunX, 2017
- [vidéo] De Jeugd Moet Niet Te Gek Doen, YouTube, 2019
- [vidéo] Famous Friday - Q and A met Riffi, YouTube, 2019